# Phénindione
La phénindione est un dérivé de l'indane-1,3-dione. C'est un anticoagulant qui fonctionne comme un antagoniste de la vitamine K.
Elle présente une possibilité d'hypersensibilité.